# Dorset Blue Vinny

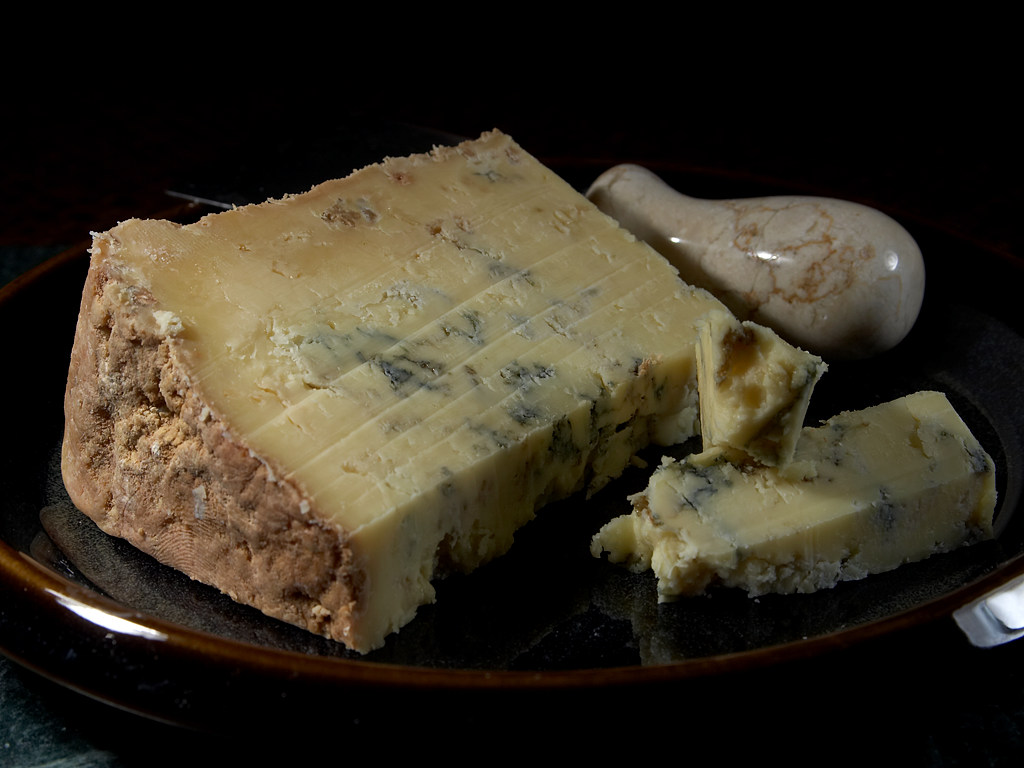
Ser Dorset Blue Vinny

Dorset Blue Vinny (zapisywany również jako Dorset Blue Vinney) – gatunek sera z niepasteryzowanego krowiego mleka, produkowany w hrabstwie Dorset w południowej Anglii. Zawiera ok. 40-46% tłuszczu i dojrzewa do 18 miesięcy. Charakteryzuje się bladożółtą barwą z niebieskozielonymi żyłkami.
Ser Dorset Blue Vinny był tradycyjnie wytwarzany z chudego mleka, które pozostawało po wyrobie masła. Obecnie jednak powstaje on z mieszanki chudego i pełnotłustego mleka. Tę modyfikację wprowadził do receptury Mike Davies z Woodbridge Farm, gdy w latach 80. XX wieku wznowił produkcję tego tradycyjnego wyrobu.